# Västra Borsökna
Västra Borsökna is een plaats in de gemeente Eskilstuna in het landschap Södermanland en de provincie Södermanlands län in Zweden. De plaats heeft 482 inwoners (2005) en een oppervlakte van 95 hectare.